# Tui (Španělsko)
Tui (galicijský a oficiální název, španělsky Tuy) je město a obec v provincii Pontevedra ve Galicii ve Španělsku. Žije zde zhruba 17 tisíc obyvatel. Leží na kopci na pravém břehu řeky Miño, která zde tvoří hranici s Portugalskem. Na druhém břehu řeky leží portugalské město Valença, které je s Tui propojeno mostem, kterému se říká Mezinárodní most nebo Most přátelství. Krom toho se nedaleko Tui nachází i dálniční most, který také spojuje Španělsko a Portugalsko.
Tui se nachází na portugalské trase svatojakubské cesty do Santiago de Compostela. Úsek mezi Tui a Santiagem je dlouhý 116 kilometrů, proto zde někteří poutníci začínají svou cestu (minimální počet kilometrů, který musí poutník ujít, aby získal certifikát o absolvování pouti je 100 kilometrů).

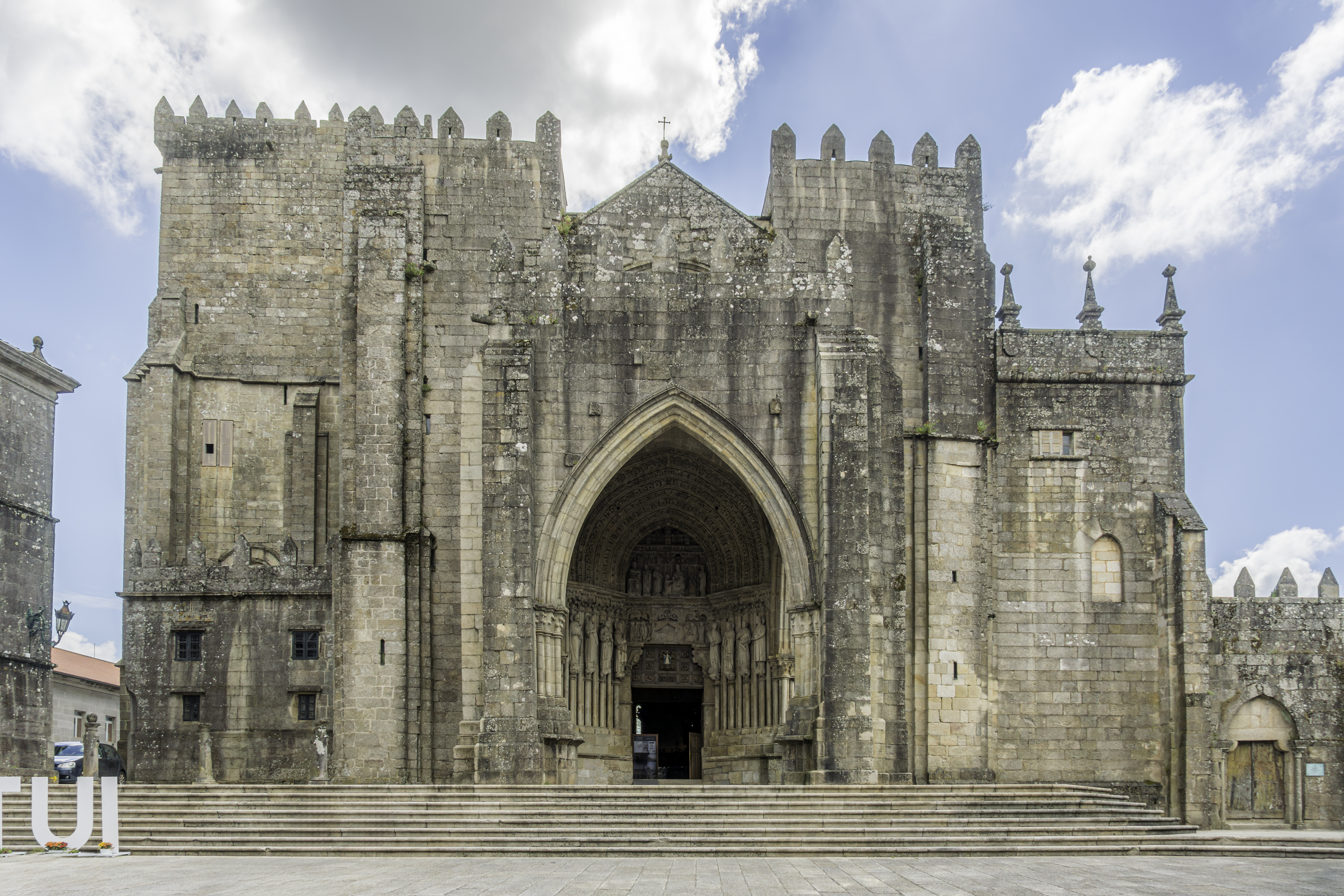
Katedrála v Tui

## Historie
Oblast na místě dnešního Tui byla osídlena již v pravěku. Nejstarší zmínka o Tui (tehdy zvaném Tude) pochází z 1. století n. l. od Plinia staršího a Klaudia Ptolemaia. Mezi 6-8. stoletím to bylo velmi důležité regionální centrum, sídlil zde biskup a v rámci Vizigótské říše bylo nějakou dobu i hlavním městem celého Galicijského podkrálovství. Během vlády Alfonsa I. Asturského, mezi lety 739-757 v oblasti došlo k mnoha střetům s Araby a celé okolí Tui se ocitlo v nárazníkové zóně mezi Araby a křesťany a bylo zcela vysídleno. Znovu osídleno bylo až v polovině 9. století. V 10. století po nájezdu Vikingů bylo opět na nějaký čas Tui opuštěno.
Katedrála byla v Tui byla postavena mezi 11-13. stoletím. Katedrála je dodnes nejvýznamnější památkou města. V následujících letech hrálo Tui díky své strategické poloze na kopci u hraniční řeky důležitou roli ve válkách mezi Španělskem a Portugalskem.
Most spojující Tui s Portugalskem byl postaven roku 1878. Druhý most, dálniční, pak v 90. letech 20. století.

## Územní členění
Obec Tui se člení na samotné město Tui a 11 farností (parroquias), kterými jsou Randufe, Malvas, Pexegueiro, Areas, Pazos de Reis, Rebordáns, Ribadelouro, Guillarei, Paramos, Baldráns a Caldelas.

## Galerie

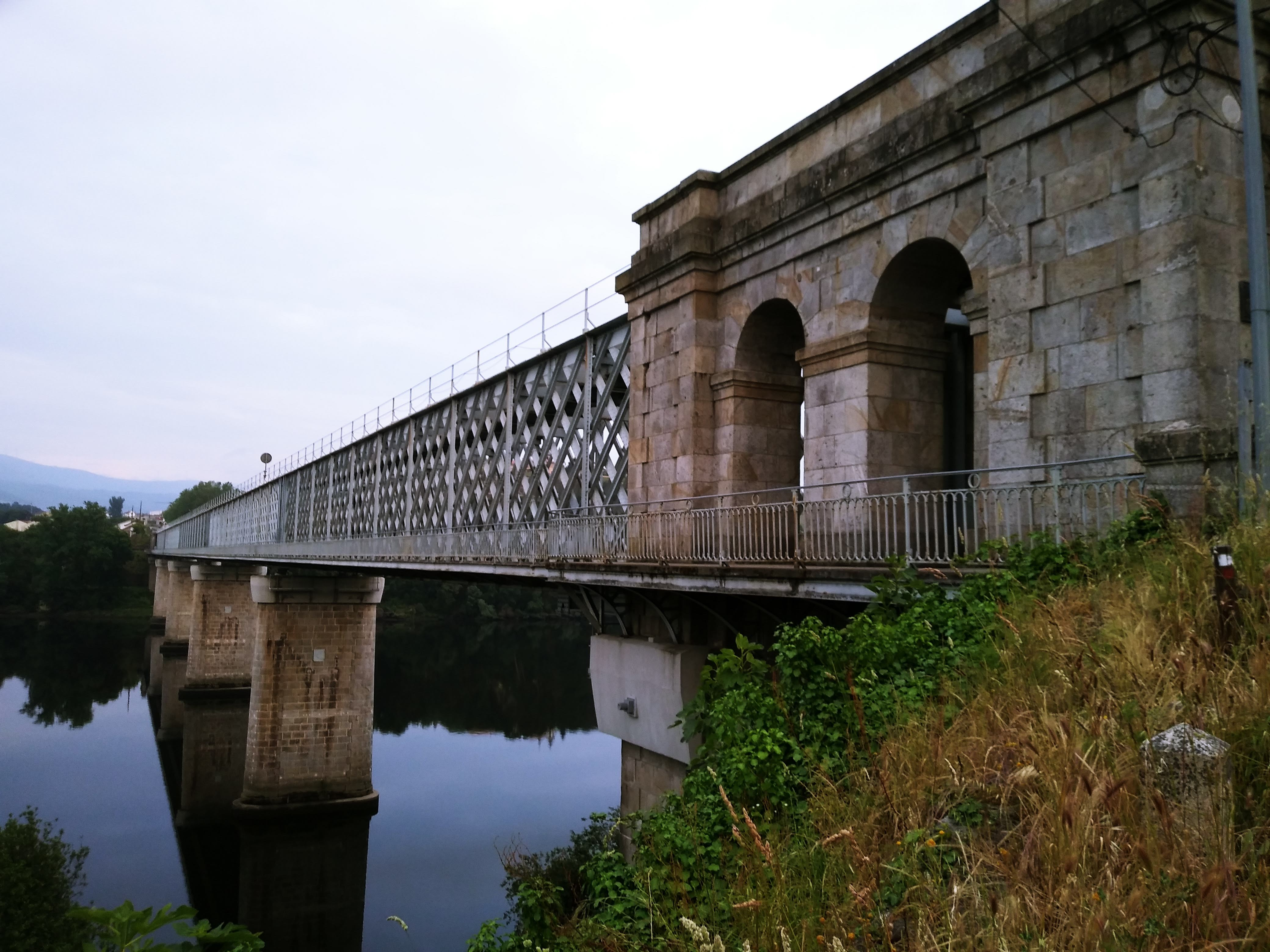
Mezinárodní most
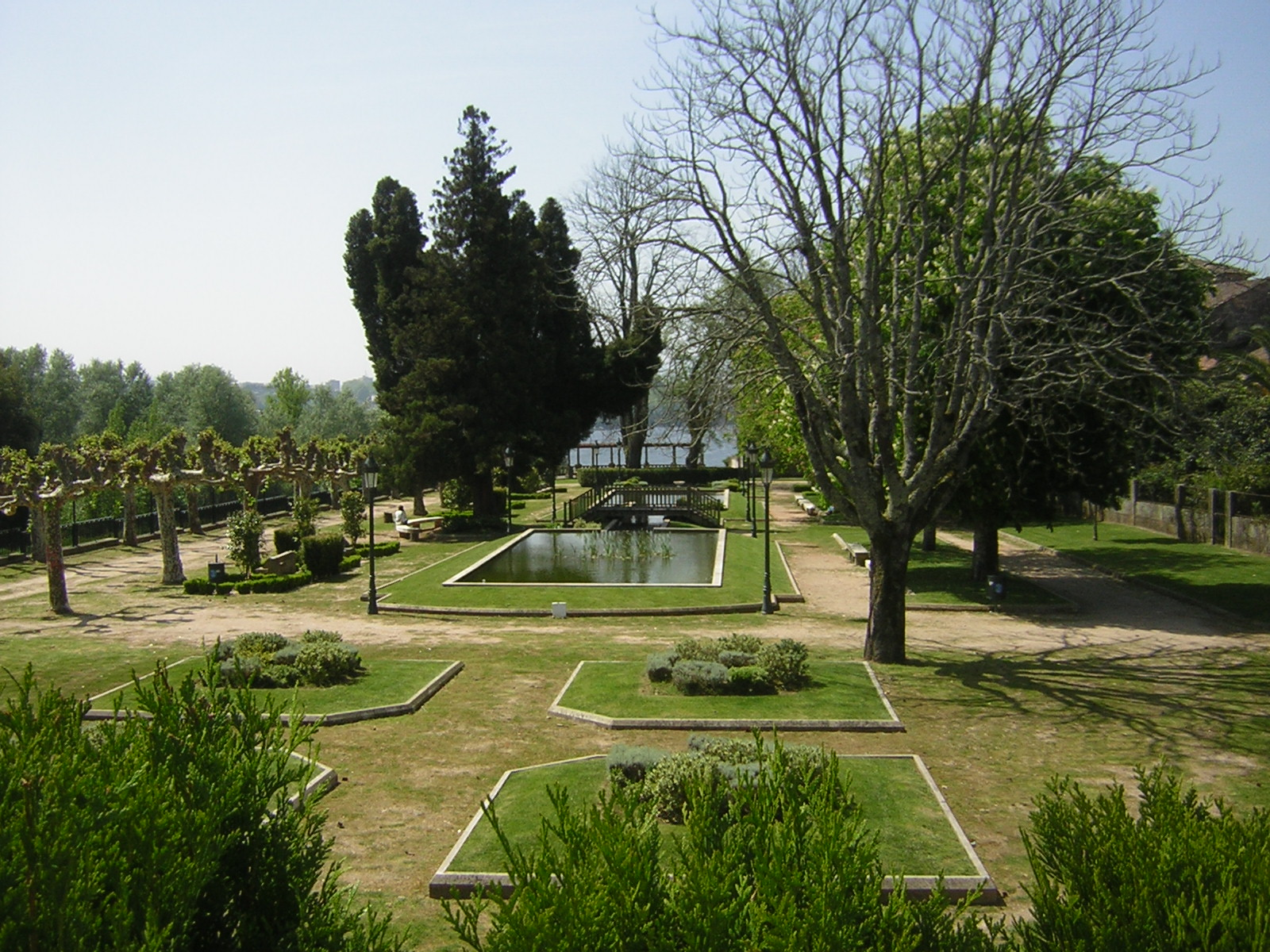
Klášterní zahrady
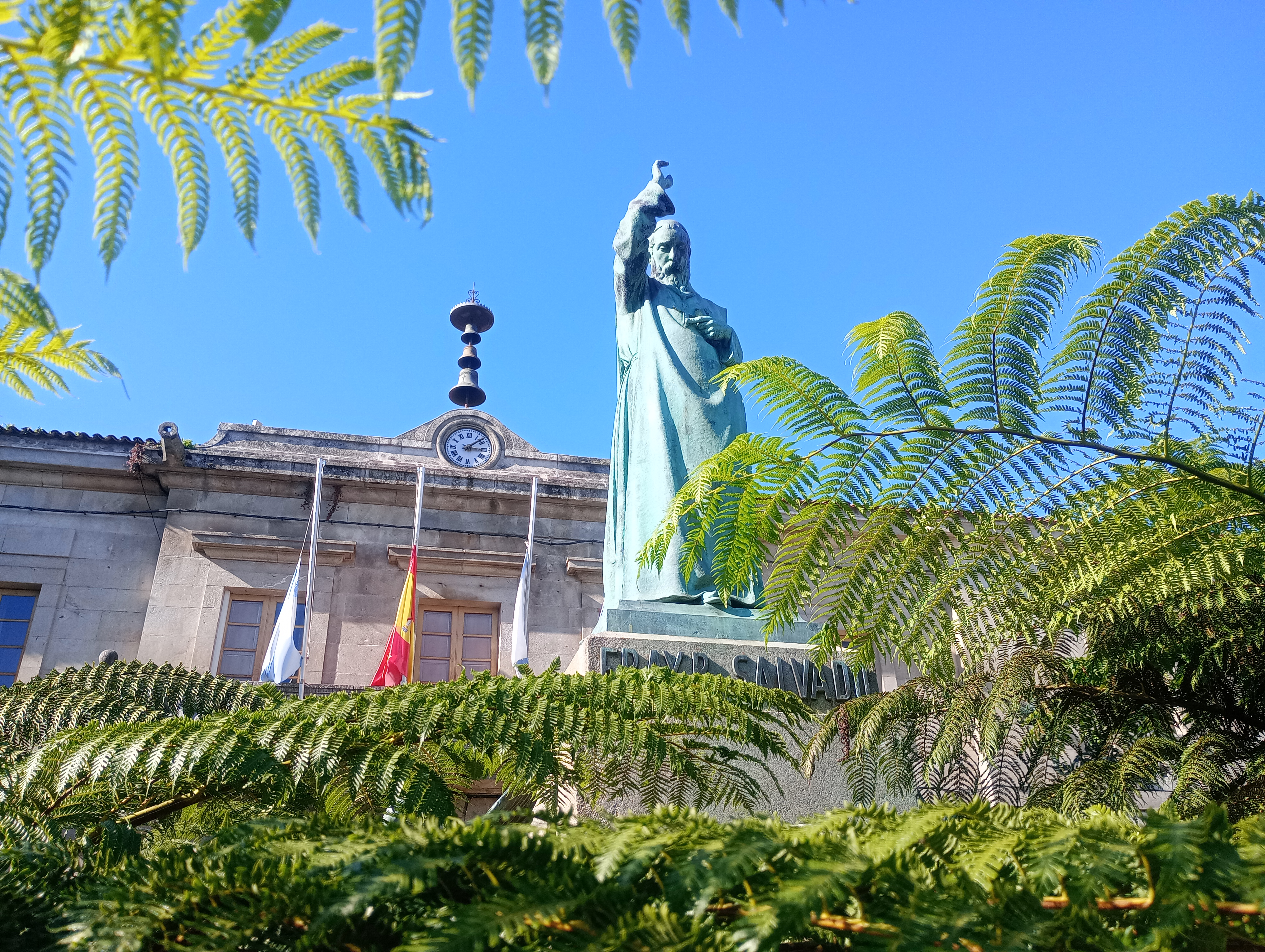
Socha biskupa Rosenada Salvada, v pozadí místní soud
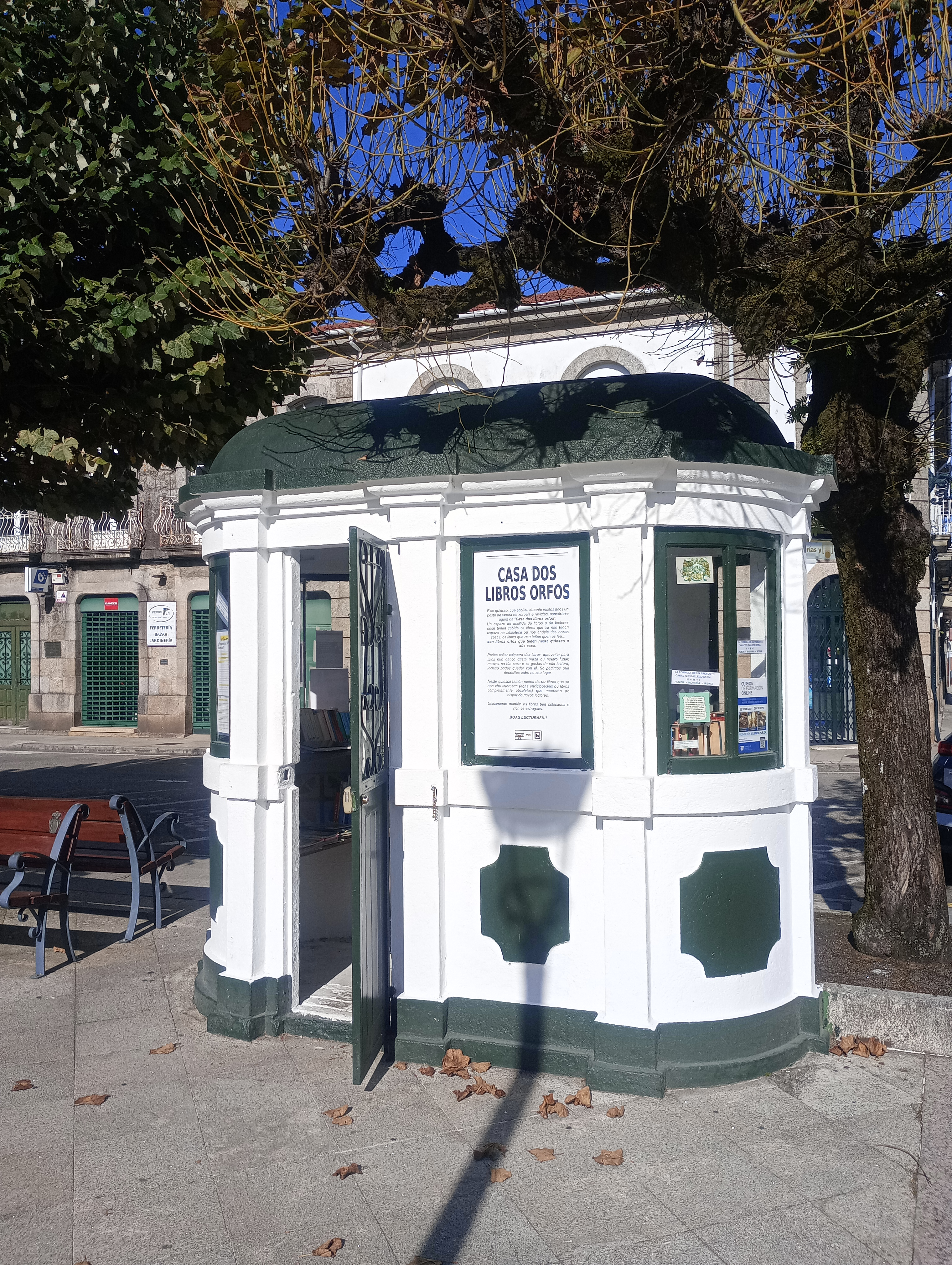
Knihobudka v Tui